# Valsgård
Valsgård – miasto w Danii, w regionie Jutlandia Północna, w gminie Mariagerfjord.